# Không lực Việt Nam Cộng hòa
Không lực Việt Nam Cộng hòa (tiếng Anh: Republic of Vietnam Air Force, RVNAF) là lực lượng không quân của Quân lực Việt Nam Cộng hòa. Tiền thân là những phi cơ ném bom nhỏ và cũ do quân đội Liên hiệp Pháp chuyển giao cho Quân đội Quốc gia Việt Nam sau khi rút khỏi Việt Nam, sau đó dần được bổ sung cải tiến bằng những phi cơ tối tân, hiện đại do Hoa Kỳ cung cấp, trở nên ngày càng mạnh mẽ về số lượng cùng hỏa lực trên không. Không quân đã đóng vai trò quan trọng trong việc yểm trợ Bộ binh Việt Nam Cộng hòa trên mặt đất.
Vào năm 1972, Không lực Việt Nam Cộng hòa là lực lượng không quân lớn thứ 6 trên thế giới về số lượng máy bay, chỉ sau Hoa Kỳ, Liên Xô, Trung Quốc, Pháp và Tây Đức.
Lúc cao điểm Không lực Việt Nam Cộng hòa có tới trên 2.300 máy bay và trực thăng các loại, tức là còn nhiều máy bay hơn không quân các cường quốc đương thời như Anh, Pháp, Đức, Nhật Bản... Tuy nhiên khi so sánh với Không quân Hoa Kỳ thì Không lực Việt Nam Cộng hòa chỉ có Không quân chiến thuật để hỗ trợ tiền tuyến mà không có Không quân chiến lược (cụ thể là pháo đài bay B-52). Đồng thời lực lượng này bị Hoa Kỳ kiểm soát và khống chế việc chỉ huy các chiến dịch, khiến phi cơ chỉ có thể hoạt động giới hạn tại Nam Việt Nam, không được phép thực hiện những phi vụ oanh tạc sâu trong lãnh thổ miền Bắc Việt Nam cũng như 2 nước láng giềng là Lào và Campuchia. Sau khi để mất các đảo trong Hải chiến Hoàng Sa về phía Trung Quốc, Nguyễn Văn Thiệu đã lên kế hoạch huy động không lực Việt Nam Cộng hòa oanh tạc Hoàng Sa để chiếm lại nhưng sau đó bị hủy bỏ do phía Mỹ ngăn chặn. Trong Sự kiện 30 tháng 4 năm 1975, cùng với sự sụp đổ của Quân lực Việt Nam Cộng hòa, lực lượng không quân cũng chính thức tan rã.
Trong số 2.750 máy bay và trực thăng các loại của Không lực Việt Nam Cộng hòa (toàn bộ do Hoa Kỳ trang bị), chỉ có 308 chiếc sống sót qua chiến tranh (240 chiếc bay thoát sang Thái Lan hoặc ra tàu sân bay Mỹ, 68 chiếc được gửi về Mỹ, hơn 2.440 chiếc còn lại đã bị bắn rơi, phá hủy hoặc bị tịch thu. Trong số đó, 877 chiếc máy bay và trực thăng đã bị Quân đội Nhân dân Việt Nam tịch thu vào năm 1975.

## Lược sử hình thành và phát triển
Lực lượng không quân Việt Nam Cộng hòa được hình thành từ một số phi công người Việt được tuyển chọn bay cùng với các phi công Pháp với tư cách là sĩ quan của quân đội Pháp. Khi Quốc gia Việt Nam, được thành lập, các sĩ quan người Việt này được chuyển sang cơ cấu Quân đội Quốc gia.
Bản thân Tổng tham mưu trưởng Quân đội Quốc gia Việt Nam Nguyễn Văn Hinh cũng xuất thân là một sĩ quan phi công, vì vậy, ông rất chú trọng việc xây dựng Lực lượng Không quân. Tháng 6 năm 1951, một cơ quan phụ trách về ngành Không quân trực thuộc Bộ Tổng Tham mưu Quân đội Quốc gia Việt Nam được thành lập với tên gọi là Ban Không quân, ban đầu chỉ làm nhiệm vụ phụ trách Phi đội Liên Lạc. Trên thực tế, các phi công người Việt chỉ làm nhiệm vụ bay cùng với các phi công Pháp trong các phi vụ. Các chức vụ chỉ huy và Phi công chính đều là sĩ quan Pháp. Ngay cả chức vụ Trưởng ban Không quân, kiêm Phụ tá Không quân cho Tổng tham mưu trưởng cũng là sĩ quan Pháp.
Tháng 4 năm 1952, thành lập Trung tâm Huấn luyện Không quân tại Nha Trang nhưng vẫn do các sĩ quan Pháp đảm nhiệm Chỉ huy trưởng và trực tiếp huấn luyện. Năm 1953, thành lập thêm 2 phi đội Quan Sát và Trợ Chiến tại Tân Sơn Nhứt và Nha Trang. Năm 1954, Ban Không quân được đổi thành Phòng Không quân.
Năm 1955, Không quân Pháp bàn giao lại cho Không quân Quốc gia Việt Nam khoảng 25 vận tải cơ C-47, 2 Phi đoàn quan sát L-19 và 25 Khu trục cơ cánh quạt F8F Bearcat lỗi thời. Tháng 7 năm 1955, lần đầu tiên một người Việt được giữ chức vụ Phụ tá Không quân là Trung tá Nguyễn Khánh. Giai đoạn đầu ngành Không quân chỉ được quy định với quân số 40 sĩ quan, 120 hạ sĩ quan và 500 binh sĩ.

### Đệ Nhất Cộng hòa

Dấu tròn của Không lực Việt Nam Cộng hòa thời Đệ Nhất Cộng hòa

Sau cuộc trưng cầu dân ý tháng 10 năm 1955, Thủ tướng Ngô Đình Diệm tuyên bố thành lập Việt Nam Cộng hòa. Lực lượng Không quân Quốc gia Việt Nam cũng được đổi tên thành Không quân Việt Nam Cộng hòa. Thiếu tá Trần Văn Hổ, đương kim Phụ tá Không quân, được thăng Trung tá, và trở thành Tư lệnh đầu tiên của Quân chủng Không quân Việt Nam Cộng Hòa.
Năm 1957, theo chương trình hợp tác viện trợ, một phái đoàn Không quân Hoa Kỳ sang nghiên cứu tình hình để soạn thảo kế hoạch huấn luyện cho Không quân Việt Nam Cộng hòa. Nhiều sĩ quan, hạ sĩ quan được tuyển chọn sang tu nghiệp tại các trường Không quân Hoa Kỳ. Các phi trường Tân Sơn Nhất, Biên Hòa, Đà Nẵng được xây dựng mở rộng. Trung tâm Huấn luyện Không quân Nha Trang cũng được xây dựng quy mô hơn, nhằm đào tạo tại chỗ các khóa hoa tiêu và quan sát viên, và các khóa đào tạo chuyên viên để bổ sung cho các đơn vị.
Tháng 9 năm 1959, một Phi đội đầu tiên gồm 6 phi cơ A-1 Skyraider (Thiên tướng) được Hoa Kỳ chuyển giao cho Không quân Việt Nam Cộng hòa. Sau đó trong vòng 1 năm có thêm 25 chiếc Skyraider khác được bàn giao tại Căn cứ Không quân Tân Sơn Nhứt. Năm 1960, Phi đoàn 1 Khu trục cơ được thành lập và bắt đầu hoạt động từ Bến Hải đến Cà Mau để yểm trợ cho Bộ binh Việt Nam Cộng hòa
Năm 1961, chương trình trợ giúp của Hoa Kỳ có tên Farm Gate đã đưa các loại phi cơ cánh quạt huấn luyện T28, Oanh tạc cơ hạng nhẹ B26 và vận tải cơ C.47 cùng khoảng 124 sĩ quan và 228 quân nhân Hoa Kỳ sang giúp huấn luyện. Các hệ thống hướng dẫn và kiểm soát không lưu được thiết lập tại các phi trường Tân Sơn Nhứt, Đà Nẵng và Pleiku. Liên đoàn 1 Không vận đầu tiên được thành lập với Trung tá Nguyễn Cao Kỳ được chỉ định làm Liên đoàn trưởng. Hoa Kỳ cũng trao cho Không quân Việt Nam Cộng hòa thêm 16 Vận tải cơ hạng trung C.123 trong tháng 12 năm 1961.
Ngày 26 tháng 2 năm 1962, hai phi công Phạm Phú Quốc và Nguyễn Văn Cử trên đường bay huấn luyện đã đột ngột bay trở lại dội bom mưu toan giết chết Tổng thống Việt Nam Cộng hòa Ngô Đình Diệm. Ngay lập tức Tổng thống Ngô Đình Diệm ra lệnh đình chỉ vô hạn định các phi vụ chiến đấu. Cũng vì lý do này mà đương kim Tư lệnh Không quân là Đại tá Nguyễn Xuân Vinh bị thất sủng, phải xin giải ngũ với lý do sang Hoa Kỳ học ngành Tiến sĩ Không gian.
Năm 1962, các đơn vị Không quân tác chiến và Yểm trợ tác chiến được tăng lên cấp Không đoàn tại mỗi vùng Chiến thuật: Không đoàn 41 (căn cứ ở Đà Nẵng), Không đoàn 62 (Pleiku), Không đoàn 23 (Biên Hòa), Không đoàn 33 (Tân Sơn Nhất), Không đoàn 74 (Cần Thơ)

### Đệ Nhị Cộng hòa
Sau cuộc "Chỉnh lý" lên nắm quyền, tướng Nguyễn Khánh thực hiện một số cải tổ trong Quân đội. Ngoài việc đặt ra thêm cấp bậc Chuẩn tướng, ông còn cho thay đổi tên gọi "Quân đội Việt Nam Cộng hòa" thành "Quân lực Việt Nam Cộng hòa". Danh xưng Không Lực Việt Nam Cộng Hòa cũng được sử dụng chính thức từ lúc đó.
Năm 1965, Không lực Việt Nam Cộng hòa có thêm các Phi đoàn Khu trục cơ A-37 Dragonfly và sau đó là các Phi đoàn Không vận cánh quạt loại lớn Lockheed C-130 Hercules và trực thăng CH-47 Chinook.
Ngày 3 tháng 2 năm 1965, một Phi đoàn gồm 24 chiếc A-1H Skyraider do Thiếu tướng Nguyễn Cao Kỳ chỉ huy cất cánh từ Căn cứ Không quân Đà Nẵng và tham gia vào Chiến dịch Mũi tên lửa (Flaming Dart) do Hoa Kỳ vạch định, tấn công các địa điểm ở phía bắc Vĩ tuyến 17
Ngày 11 tháng 2 năm 1965, Đại tá Nguyễn Ngọc Loan, Tư lệnh phó Không lực Việt Nam Cộng hòa, làm Phi đoàn trưởng 28 chiếc Skyraider của Việt Nam Cộng hòa cùng với 28 chiếc F100 của Không quân Hoa Kỳ mở cuộc tấn công thứ hai vào lãnh thổ phía bắc Vĩ tuyến 17. Trong đợt này phi công Phạm Phú Quốc bị bắn rơi trên bầu trời miền Bắc Việt Nam
Vào năm 1965, Không lực Việt Nam Cộng hòa có 12.000 quân, đến 1966 là 16.000 quân. Bao gồm 5 không đoàn chiến thuật, 1 không đoàn tiếp vận. Trung tâm huấn luyện trong nước duy nhất đặt tại Nha Trang.
Năm 1967, Không Lực Việt Nam Cộng hòa có thêm 1 Phi đoàn Khu trục trang bị phản lực cơ F-5. Số hiệu của các đơn vị cấp Phi đoàn được cải tổ xếp thành 3 số. Theo đó, chữ số đầu trong 3 chữ số của đơn vị cấp phi đoàn được dùng để chỉ công dụng của phi đoàn đó: số 1 là liên lạc, số 2 là trực thăng, số 3 là đặc vụ, số 4 là vận tải, số 5 là khu trục, số 7 là quan sát, số 8 là máy bay cường kích, và số 9 là huấn luyện.
Năm 1970, với đà phát triển nhanh của Không Lực Việt Nam Cộng Hòa, các Không đoàn Chiến thuật phát triển thành 4 Sư đoàn không quân, tác chiến hỗ trợ cho 4 Vùng Chiến thuật. Năm 1971, Sư đoàn 5 Không quân được thành lập và trở thành Lực lượng Không quân Trừ bị của Bộ Tổng Tham mưu. Năm 1972, thành lập thêm tại Quân khu 2 Sư đoàn 6 chịu trách nhiệm vùng trời chiến trường Cao nguyên Trung phần.
Ở thời điểm 28/1/1973, Không Lực Việt Nam Cộng hòa có 2.073 máy bay các loại: 79 A-1, 248 A-37, 66 C-119G/K, 32 C-130, 239 O-1, 35 O-2, 24 T-37, 10 U-6, 85 U-17, 19 C-123, 56 C-7, 76 C-47, 24 T-41, 70 CH-47, 859 UH-1, 151 F-5 A/B/E
Tính đến cuối năm 1974, Không lực Việt Nam Cộng hòa có tổng số quân lên tới 62.583, trong đó có 6.788 phi công; tổng số máy bay lên tới 1.850 chiếc, trong đó có 260 máy bay tiêm kích, số còn lại là máy bay ném bom, trinh sát, vận tải và trực thăng. Chất lượng máy bay cũng cải tiến (thay F-5A bằng F-5E).
Năm 1975, Không lực Việt Nam Cộng hòa có 5 Sư đoàn Không quân tác chiến (20 Phi đoàn Khu trục cơ với khoảng 550 phi cơ A-1H Skyraider, A-37 Dragonfly, và F-5, 23 Phi đoàn Trực thăng với khoảng 1.000 trực thăng UH-1 Iroquois và CH-47 Chinook, 8 Phi đoàn quan sát với khoảng 200 phi cơ O-1 Bird Dog, O-2 Skymaster, và U-17), 1 Sư đoàn Vận tải (9 Phi đoàn vận tải với khoảng 150 phi cơ C-7 Caribou, C-47 Skytrain, C-119 Flying Boxcar, và C-130 Hercules), 1 Không đoàn Tân trang Chế tạo, 4 Phi đoàn hỏa long (attack squadron) với các phi cơ Fairchild AC-119, Lockheed AC-130. Ngoài ra còn có các Phi đoàn Trắc giác (tình báo kỹ thuật), Phi đoàn Quan sát, và Biệt đoàn Đặc vụ 314.

## Tổ chức
- Quân số vào lúc cao điểm là trên 60.000 quân nhân với hơn 2.000 phi cơ các loại.[13]

| Stt | Đơn vị     | Anh ngữ          | Chú thích                      |
| --- | ---------- | ---------------- | ------------------------------ |
| 1   | Bộ Tư lệnh | Air Command      | Đặt tại Tân Sơn Nhất, Sài Gòn  |
| 2   | Sư đoàn    | Air Division     | Từ 2 Không đoàn trở lên        |
| 3   | Không đoàn | Wing             | Từ 2 Liên đoàn trở lên         |
| 4   | Liên đoàn  | Group            | Từ 2 Phi đoàn trở lên          |
| 5   | Phi đoàn   | Squadron         | Gồm nhiều Phi đội hay Phi tuần |
| 6   | Phi đội    | Flight           | Từ 4 đến 6 Phi cơ              |
| 7   | Phi tuần   | Section (Detail) | Từ 2 đến 3 Phi cơ              |

## Sư đoàn, Không đoàn và Phi đoàn
Số hiệu của các Phi đoàn gồm có 3 chữ số. Theo đó, chữ số đầu trong 3 chữ số của phi đoàn được dùng để chỉ công dụng của Phi đoàn đó và được quy định như sau:
| - Ngành Quan sát: 110, 112, 114... - Ngành Trực thăng: 211, 213, 215... - Ngành Đặc nhiệm: 312,314, 316... - Ngành Vận tải: 413, 415, 417... | - Ngành Khu trục: 514, 516, 518... - Ngành Oanh tạc: 615, 617... - Ngành Không thám: 716, 718... - Ngành Huấn luyện: 918, 920... |

| Bộ chỉ huy                | Sư đoàn                      | Không đoàn                   | Căn cứ (Sân bay) | Phi đoàn                 | Phi cơ sử dụng                                               |
| ------------------------- | ---------------------------- | ---------------------------- | ---------------- | ------------------------ | ------------------------------------------------------------ |
| Bộ Tư lệnh (Tân Sơn Nhất) | Sư đoàn 1 (Đà Nẵng)          | Không đoàn Chiến thuật 41    | Đà Nẵng          | Phi đoàn Liên lạc 110    | MS 500 Criquet O-1 Bird Dog U-17A/B Skywagon                 |
| Bộ Tư lệnh (Tân Sơn Nhất) | Sư đoàn 1 (Đà Nẵng)          | Không đoàn Chiến thuật 41    | Đà Nẵng          | Phi đoàn Liên lạc 120    | O-1 Bird Dog U-17A/B Skywagon                                |
| Bộ Tư lệnh (Tân Sơn Nhất) | Sư đoàn 1 (Đà Nẵng)          | Không đoàn Chiến thuật 41    | Đà Nẵng          | Phi đoàn Vận tải 427     | C-7 Caribou                                                  |
| Bộ Tư lệnh (Tân Sơn Nhất) | Sư đoàn 1 (Đà Nẵng)          | Không đoàn Chiến thuật 41    | Tân Sơn Nhất     | Phi đoàn Do thám 718     | EC-47D Dakota                                                |
| Bộ Tư lệnh (Tân Sơn Nhất) | Sư đoàn 1 (Đà Nẵng)          | Không đoàn Chiến thuật 41    | Tân Sơn Nhất     | Phi đoàn Hỏa long 821    | AC-119K Stinger                                              |
| Bộ Tư lệnh (Tân Sơn Nhất) | Sư đoàn 1 (Đà Nẵng)          | Không đoàn Chiến thuật 51    | Đà Nẵng          | Phi đoàn Trực thăng 213  | UH-1                                                         |
| Bộ Tư lệnh (Tân Sơn Nhất) | Sư đoàn 1 (Đà Nẵng)          | Không đoàn Chiến thuật 51    | Đà Nẵng          | Phi đoàn Trực thăng 233  | UH-1                                                         |
| Bộ Tư lệnh (Tân Sơn Nhất) | Sư đoàn 1 (Đà Nẵng)          | Không đoàn Chiến thuật 51    | Đà Nẵng          | Phi đoàn Trực thăng 239  | UH-1                                                         |
| Bộ Tư lệnh (Tân Sơn Nhất) | Sư đoàn 1 (Đà Nẵng)          | Không đoàn Chiến thuật 51    | Đà Nẵng          | Phi đoàn Trực thăng 247  | CH-47 Chinook                                                |
| Bộ Tư lệnh (Tân Sơn Nhất) | Sư đoàn 1 (Đà Nẵng)          | Không đoàn Chiến thuật 51    | Nha Trang        | Phi đoàn Trực thăng 253  | UH-1                                                         |
| Bộ Tư lệnh (Tân Sơn Nhất) | Sư đoàn 1 (Đà Nẵng)          | Không đoàn Chiến thuật 51    | Đà Nẵng          | Phi đoàn Trực thăng 257  | UH-1                                                         |
| Bộ Tư lệnh (Tân Sơn Nhất) | Sư đoàn 1 (Đà Nẵng)          | Không đoàn Chiến thuật 61    | Đà Nẵng          | Phi đoàn Khu trục 516    | A-37B Dragonfly                                              |
| Bộ Tư lệnh (Tân Sơn Nhất) | Sư đoàn 1 (Đà Nẵng)          | Không đoàn Chiến thuật 61    | Đà Nẵng          | Phi đoàn Khu trục 528    | A-37B Dragonfly                                              |
| Bộ Tư lệnh (Tân Sơn Nhất) | Sư đoàn 1 (Đà Nẵng)          | Không đoàn Chiến thuật 61    | Đà Nẵng          | Phi đoàn Khu trục 538    | F-5A/B Freedom Fighter                                       |
| Bộ Tư lệnh (Tân Sơn Nhất) | Sư đoàn 1 (Đà Nẵng)          | Không đoàn Chiến thuật 61    | Đà Nẵng          | Phi đoàn Khu trục 550    | A-37B Dragonfly                                              |
| Bộ Tư lệnh (Tân Sơn Nhất) | Sư đoàn 2 (Nha Trang)        | Không đoàn Chiến thuật 62    | Nha Trang        | Phi đoàn Liên lạc 114    | O-1 Bird Dog U-17A/B Skywagon                                |
| Bộ Tư lệnh (Tân Sơn Nhất) | Sư đoàn 2 (Nha Trang)        | Không đoàn Chiến thuật 62    | Nha Trang        | Phi đoàn Trực thăng 215  | UH-1                                                         |
| Bộ Tư lệnh (Tân Sơn Nhất) | Sư đoàn 2 (Nha Trang)        | Không đoàn Chiến thuật 62    | Nha Trang        | Phi đoàn Trực thăng 219  | H-34 Choctaw UH-1                                            |
| Bộ Tư lệnh (Tân Sơn Nhất) | Sư đoàn 2 (Nha Trang)        | Không đoàn Chiến thuật 62    | Nha Trang        | Biệt đội Tải thương 259C | UH-1                                                         |
| Bộ Tư lệnh (Tân Sơn Nhất) | Sư đoàn 2 (Nha Trang)        | Không đoàn Chiến thuật 62    | Nha Trang        | Phi đoàn Vận tải 817     | AC-47D Spooky                                                |
| Bộ Tư lệnh (Tân Sơn Nhất) | Sư đoàn 2 (Nha Trang)        | Không đoàn Chiến thuật 92    | Phan Rang        | Biệt đội Tải thương 259D | UH-1                                                         |
| Bộ Tư lệnh (Tân Sơn Nhất) | Sư đoàn 2 (Nha Trang)        | Không đoàn Chiến thuật 92    | Nha Trang        | Phi đoàn Khu trục 524    | A-37B Dragonfly                                              |
| Bộ Tư lệnh (Tân Sơn Nhất) | Sư đoàn 2 (Nha Trang)        | Không đoàn Chiến thuật 92    | Phan Rang        | Phi đoàn Khu trục 534    | A-37B Dragonfly                                              |
| Bộ Tư lệnh (Tân Sơn Nhất) | Sư đoàn 2 (Nha Trang)        | Không đoàn Chiến thuật 92    | Phan Rang        | Phi đoàn Khu trục 548    | A-37B Dragonfly                                              |
| Bộ Tư lệnh (Tân Sơn Nhất) | Sư đoàn 3 (Biên Hòa)         | Không đoàn Chiến thuật 23    | Biên Hòa         | Phi đoàn Liên lạc 112    | MS 500 Criquet O-1 Bird Dog U-17A/B Skywagon                 |
| Bộ Tư lệnh (Tân Sơn Nhất) | Sư đoàn 3 (Biên Hòa)         | Không đoàn Chiến thuật 23    | Biên Hòa         | Phi đoàn Liên lạc 124    | O-1 Bird Dog U-17A/B Skywagon O-2A Skymaster                 |
| Bộ Tư lệnh (Tân Sơn Nhất) | Sư đoàn 3 (Biên Hòa)         | Không đoàn Chiến thuật 23    | Biên Hòa         | Phi đoàn Khu trục 514    | A-1 Skyraider                                                |
| Bộ Tư lệnh (Tân Sơn Nhất) | Sư đoàn 3 (Biên Hòa)         | Không đoàn Chiến thuật 23    | Biên Hòa         | Phi đoàn Khu trục 518    | A-1 Skyraider                                                |
| Bộ Tư lệnh (Tân Sơn Nhất) | Sư đoàn 3 (Biên Hòa)         | Không đoàn Chiến thuật 43    | Biên Hòa         | Phi đoàn Trực thăng 221  | UH-1                                                         |
| Bộ Tư lệnh (Tân Sơn Nhất) | Sư đoàn 3 (Biên Hòa)         | Không đoàn Chiến thuật 43    | Biên Hòa         | Phi đoàn Trực thăng 223  | UH-1                                                         |
| Bộ Tư lệnh (Tân Sơn Nhất) | Sư đoàn 3 (Biên Hòa)         | Không đoàn Chiến thuật 43    | Biên Hòa         | Phi đoàn Trực thăng 231  | UH-1                                                         |
| Bộ Tư lệnh (Tân Sơn Nhất) | Sư đoàn 3 (Biên Hòa)         | Không đoàn Chiến thuật 43    | Biên Hòa         | Phi đoàn Trực thăng 237  | CH-47 Chinook                                                |
| Bộ Tư lệnh (Tân Sơn Nhất) | Sư đoàn 3 (Biên Hòa)         | Không đoàn Chiến thuật 43    | Biên Hòa         | Phi đoàn Trực thăng 245  | UH-1                                                         |
| Bộ Tư lệnh (Tân Sơn Nhất) | Sư đoàn 3 (Biên Hòa)         | Không đoàn Chiến thuật 43    | Biên Hòa         | Phi đoàn Trực thăng 251  | UH-1                                                         |
| Bộ Tư lệnh (Tân Sơn Nhất) | Sư đoàn 3 (Biên Hòa)         | Không đoàn Chiến thuật 43    | Biên Hòa         | Biệt đội Tải thương 259E | UH-1                                                         |
| Bộ Tư lệnh (Tân Sơn Nhất) | Sư đoàn 3 (Biên Hòa)         | Không đoàn Chiến thuật 63    | Biên Hòa         | Phi đoàn Khu trục 522    | F-5A/B Freedom Fighter RF-5A Freedom Fighter                 |
| Bộ Tư lệnh (Tân Sơn Nhất) | Sư đoàn 3 (Biên Hòa)         | Không đoàn Chiến thuật 63    | Biên Hòa         | Phi đoàn Khu trục 536    | F-5A/B Freedom Fighter F-5E Tiger II                         |
| Bộ Tư lệnh (Tân Sơn Nhất) | Sư đoàn 3 (Biên Hòa)         | Không đoàn Chiến thuật 63    | Biên Hòa         | Phi đoàn Khu trục 540    | F-5A Freedom Fighter F-5E Tiger II                           |
| Bộ Tư lệnh (Tân Sơn Nhất) | Sư đoàn 3 (Biên Hòa)         | Không đoàn Chiến thuật 63    | Biên Hòa         | Phi đoàn Khu trục 542    | F-5A Freedom Fighter                                         |
| Bộ Tư lệnh (Tân Sơn Nhất) | Sư đoàn 3 (Biên Hòa)         | Không đoàn Chiến thuật 63    | Biên Hòa         | Phi đoàn Khu trục 544    | F-5A Freedom Fighter                                         |
| Bộ Tư lệnh (Tân Sơn Nhất) | Sư đoàn 4 (Cần Thơ)          | Không đoàn Chiến thuật 64    | Bình Thủy        | Phi đoàn Trực thăng 217  | UH-1                                                         |
| Bộ Tư lệnh (Tân Sơn Nhất) | Sư đoàn 4 (Cần Thơ)          | Không đoàn Chiến thuật 64    | Bình Thủy        | Phi đoàn Trực thăng 249  | CH-47 Chinook                                                |
| Bộ Tư lệnh (Tân Sơn Nhất) | Sư đoàn 4 (Cần Thơ)          | Không đoàn Chiến thuật 64    | Bình Thủy        | Phi đoàn Trực thăng 255  | UH-1                                                         |
| Bộ Tư lệnh (Tân Sơn Nhất) | Sư đoàn 4 (Cần Thơ)          | Không đoàn Chiến thuật 64    | Bình Thủy        | Biệt đội Tải thương 259F | UH-1H                                                        |
| Bộ Tư lệnh (Tân Sơn Nhất) | Sư đoàn 4 (Cần Thơ)          | Không đoàn Chiến thuật 74    | Bình Thủy        | Phi đoàn Liên lạc 116    | O-1 Bird Dog U-17A/B Skywagon                                |
| Bộ Tư lệnh (Tân Sơn Nhất) | Sư đoàn 4 (Cần Thơ)          | Không đoàn Chiến thuật 74    | Bình Thủy        | Phi đoàn Liên lạc 122    | O-1 Bird Dog U-17A/B Skywagon                                |
| Bộ Tư lệnh (Tân Sơn Nhất) | Sư đoàn 4 (Cần Thơ)          | Không đoàn Chiến thuật 74    | Bình Thủy        | Phi đoàn Khu trục 520    | A-37B Dragonfly                                              |
| Bộ Tư lệnh (Tân Sơn Nhất) | Sư đoàn 4 (Cần Thơ)          | Không đoàn Chiến thuật 74    | Bình Thủy        | Phi đoàn Khu trục 526    | A-37B Dragonfly                                              |
| Bộ Tư lệnh (Tân Sơn Nhất) | Sư đoàn 4 (Cần Thơ)          | Không đoàn Chiến thuật 74    | Bình Thủy        | Phi đoàn Khu trục 546    | A-37B Dragonfly                                              |
| Bộ Tư lệnh (Tân Sơn Nhất) | Sư đoàn 4 (Cần Thơ)          | Không đoàn Chiến thuật 84    | Bình Thủy        | Phi đoàn Trực thăng 211  | UH-1                                                         |
| Bộ Tư lệnh (Tân Sơn Nhất) | Sư đoàn 4 (Cần Thơ)          | Không đoàn Chiến thuật 84    | Sóc Trăng        | Phi đoàn Trực thăng 225  | UH-1                                                         |
| Bộ Tư lệnh (Tân Sơn Nhất) | Sư đoàn 4 (Cần Thơ)          | Không đoàn Chiến thuật 84    | Sóc Trăng        | Phi đoàn Trực thăng 227  | UH-1                                                         |
| Bộ Tư lệnh (Tân Sơn Nhất) | Sư đoàn 4 (Cần Thơ)          | Không đoàn Chiến thuật 84    | Bình Thủy        | Biệt đội Tải thương 259H | UH-1                                                         |
| Bộ Tư lệnh (Tân Sơn Nhất) | Sư đoàn 4 (Cần Thơ)          | Không đoàn Chiến thuật 84    | Sóc Trăng        | Biệt đội Tải thương 259I | UH-1                                                         |
| Bộ Tư lệnh (Tân Sơn Nhất) | Sư đoàn 5 (Sài Gòn)          | Không đoàn Chiến thuật 33    | Tân Sơn Nhất     | Biệt đội Tải thương 259G | UH-1H                                                        |
| Bộ Tư lệnh (Tân Sơn Nhất) | Sư đoàn 5 (Sài Gòn)          | Không đoàn Chiến thuật 33    | Tân Sơn Nhất     | Biệt đoàn Đặc vụ 314     | C-47 U-17A/B Skywagon UH-1 DC-6B Aero Commander              |
| Bộ Tư lệnh (Tân Sơn Nhất) | Sư đoàn 5 (Sài Gòn)          | Không đoàn Chiến thuật 33    | Tân Sơn Nhất     | Phi đoàn Vận tải 415     | C-47                                                         |
| Bộ Tư lệnh (Tân Sơn Nhất) | Sư đoàn 5 (Sài Gòn)          | Không đoàn Chiến thuật 33    | Tân Sơn Nhất     | Phi đoàn Quan sát 716    | T-28A Trojan EC-47D Dakota U-6A Beaver RF-5A Freedom Fighter |
| Bộ Tư lệnh (Tân Sơn Nhất) | Sư đoàn 5 (Sài Gòn)          | Không đoàn Chiến thuật 33    | Tân Sơn Nhất     | Phi đoàn Quan sát 720    | RC-119                                                       |
| Bộ Tư lệnh (Tân Sơn Nhất) | Sư đoàn 5 (Sài Gòn)          | Không đoàn Chiến thuật 53    | Tân Sơn Nhất     | Biệt đội Tải thương 259  | UH-1                                                         |
| Bộ Tư lệnh (Tân Sơn Nhất) | Sư đoàn 5 (Sài Gòn)          | Không đoàn Chiến thuật 53    | Tân Sơn Nhất     | Phi đoàn Vận tải 413     | C-119 Flying Boxcar                                          |
| Bộ Tư lệnh (Tân Sơn Nhất) | Sư đoàn 5 (Sài Gòn)          | Không đoàn Chiến thuật 53    | Tân Sơn Nhất     | Phi đoàn Vận tải 421     | C-123 Provider                                               |
| Bộ Tư lệnh (Tân Sơn Nhất) | Sư đoàn 5 (Sài Gòn)          | Không đoàn Chiến thuật 53    | Tân Sơn Nhất     | Phi đoàn Vận tải 423     | C-123 Provider                                               |
| Bộ Tư lệnh (Tân Sơn Nhất) | Sư đoàn 5 (Sài Gòn)          | Không đoàn Chiến thuật 53    | Tân Sơn Nhất     | Phi đoàn Vận tải 425     | C-123 Provider                                               |
| Bộ Tư lệnh (Tân Sơn Nhất) | Sư đoàn 5 (Sài Gòn)          | Không đoàn Chiến thuật 53    | Tân Sơn Nhất     | Phi đoàn Vận tải 435     | C-130A                                                       |
| Bộ Tư lệnh (Tân Sơn Nhất) | Sư đoàn 5 (Sài Gòn)          | Không đoàn Chiến thuật 53    | Tân Sơn Nhất     | Phi đoàn Vận tải 437     | C-130A                                                       |
| Bộ Tư lệnh (Tân Sơn Nhất) | Sư đoàn 5 (Sài Gòn)          | Không đoàn Chiến thuật 53    | Tân Sơn Nhất     | Phi đoàn Hỏa long 819    | AC-119G Shadow                                               |
| Bộ Tư lệnh (Tân Sơn Nhất) | Sư đoàn 5 (Sài Gòn)          | Không đoàn Chiến thuật 53    | Tân Sơn Nhất     | Phi đoàn Hỏa long 820    | AC-119G Shadow                                               |
| Bộ Tư lệnh (Tân Sơn Nhất) | Sư đoàn 6 (Pleiku)           | Không đoàn Chiến thuật 72    | Pleiku           | Phi đoàn Liên lạc 118    | O-1 Bird Dog U-17A/B Skywagon O-2A Skymaster                 |
| Bộ Tư lệnh (Tân Sơn Nhất) | Sư đoàn 6 (Pleiku)           | Không đoàn Chiến thuật 72    | Pleiku           | Phi đoàn Trực thăng 229  | UH-1                                                         |
| Bộ Tư lệnh (Tân Sơn Nhất) | Sư đoàn 6 (Pleiku)           | Không đoàn Chiến thuật 72    | Pleiku           | Phi đoàn Trực thăng 235  | UH-1                                                         |
| Bộ Tư lệnh (Tân Sơn Nhất) | Sư đoàn 6 (Pleiku)           | Không đoàn Chiến thuật 72    | Pleiku           | Biệt đội Tải thương 259B | UH-1                                                         |
| Bộ Tư lệnh (Tân Sơn Nhất) | Sư đoàn 6 (Pleiku)           | Không đoàn Chiến thuật 72    | Pleiku           | Phi đoàn Khu trục 530    | A-1 Skyraider                                                |
| Bộ Tư lệnh (Tân Sơn Nhất) | Sư đoàn 6 (Pleiku)           | Không đoàn Chiến thuật 82    | Phù Cát          | Phi đoàn Trực thăng 241  | CH-47 Chinook                                                |
| Bộ Tư lệnh (Tân Sơn Nhất) | Sư đoàn 6 (Pleiku)           | Không đoàn Chiến thuật 82    | Phù Cát          | Phi đoàn Trực thăng 243  | UH-1                                                         |
| Bộ Tư lệnh (Tân Sơn Nhất) | Sư đoàn 6 (Pleiku)           | Không đoàn Chiến thuật 82    | Phù Cát          | Biệt đội Tải thương 259A | UH-1                                                         |
| Bộ Tư lệnh (Tân Sơn Nhất) | Sư đoàn 6 (Pleiku)           | Không đoàn Chiến thuật 82    | Phù Cát          | Phi đoàn Vận tải 429     | C-7 Caribou                                                  |
| Bộ Tư lệnh (Tân Sơn Nhất) | Sư đoàn 6 (Pleiku)           | Không đoàn Chiến thuật 82    | Phù Cát          | Phi đoàn Vận tải 431     | C-7 Caribou                                                  |
| Bộ Tư lệnh (Tân Sơn Nhất) | Sư đoàn 6 (Pleiku)           | Không đoàn Chiến thuật 82    | Phù Cát          | Phi đoàn Khu trục 532    | A-37B Dragonfly                                              |
| Bộ Tư lệnh (Tân Sơn Nhất) | Trung tâm Huấn luyện         | Trung tâm Huấn luyện         | Nha Trang        | Phi đoàn Huấn luyện 912  | T-6G Texan                                                   |
| Bộ Tư lệnh (Tân Sơn Nhất) | Trung tâm Huấn luyện         | Trung tâm Huấn luyện         | Nha Trang        | Phi đoàn Huấn luyện 918  | T-41 Mescalero                                               |
| Bộ Tư lệnh (Tân Sơn Nhất) | Trung tâm Huấn luyện         | Trung tâm Huấn luyện         | Nha Trang        | Phi đoàn Huấn luyện 920  | T-37 UH-1 Huey                                               |
| Bộ Tư lệnh (Tân Sơn Nhất) | Không đoàn Tân trang Chế tạo | Không đoàn Tân trang Chế tạo | Biên Hòa         |                          |                                                              |

## Bộ Tư lệnh và các đơn vị trực thuộc tháng 4/1975
- Họ tên, cấp bậc, chức vụ chỉ huy Quân chủng và các đơn vị trực thuộc

| Stt | Họ và tên                                             | Cấp bậc     | Chức vụ                                        | Chú thích                           |
| --- | ----------------------------------------------------- | ----------- | ---------------------------------------------- | ----------------------------------- |
| 1   | Trần Văn Minh Võ khoa Thủ Đức K1 Hoa tiêu Quan sát K2 | Trung tướng | Tư lệnh                                        |                                     |
| 2   | Võ Xuân Lành Võ khoa Thủ Đức K1                       | Thiếu tướng | Tư lệnh phó                                    |                                     |
| 3   | Võ Dinh Võ bị Đà Lạt K3                               | Chuẩn tướng | Tham mưu trưởng                                |                                     |
| 4   | Đặng Đình Linh Võ khoa Nam Định                       | Chuẩn tướng | Tham mưu phó Kỹ thuật                          |                                     |
| 5   | Từ Văn Bê Võ bị Không quân Pháp                       | Chuẩn tướng | Chỉ huy trưởng Bộ chỉ huy Kỹ thuật và Tiếp vận |                                     |
| 6   | Nguyễn Ngọc Oánh Võ bị Đà Lạt K3                      | Chuẩn tướng | Chỉ huy trưởng Trung tâm Huấn luyện            |                                     |
| 7   | Nguyễn Văn Ngọc Võ khoa Thủ Đức K1                    | Đại tá      | Tham mưu phó Hành quân                         |                                     |
| 8   | Đinh Văn Chung Võ bị Đà Lạt K3                        | Đại tá      | Tham mưu phó Chiến tranh Chính trị             |                                     |
| 9   | Nguyễn Khắc Ngọc Võ khoa Nam Định                     | Đại tá      | Tham mưu phó Tiếp vận                          |                                     |
| 10  | Nguyễn Văn Ba Võ bị Đà Lạt K4                         | Đại tá      | Tham mưu phó Nhân viên                         |                                     |
| 11  | Vũ Văn Ước Võ bị Đà Lạt K3                            | Đại tá      | Trưởng phòng Hành quân                         |                                     |
| 12  | Huỳnh Minh Quang Võ khoa Thủ Đức K2                   | Đại tá      | Trưởng khối Hành chánh                         |                                     |
| 13  | Hà Dương Hoán Võ khoa Thủ Đức K3                      | Đại tá      | Tham mưu phó Tài chính & Thống kê              |                                     |
| 14  | Nguyễn Hữu Thôn Võ khoa Thủ Đức K1                    | Đại tá      | Trưởng khối Nhân viên                          |                                     |
| 15  | Đặng Hữu Hiệp Võ khoa Nam Định                        | Đại tá      | Phụ tá An ninh Quân đội                        |                                     |
| 16  | Cao Thông Minh Võ khoa Nam Định                       | Đại tá      | Phụ tá Truyền tin Điện tử                      |                                     |
| 17  | Lê Minh Luân Trường Sĩ quan Bảo Chính đoàn            | Đại tá      | Trưởng Khối Kế Hoạch Chiến Lược và Chiến Thuật |                                     |
| 18  | Phạm Duy Thân Võ khoa Thủ Đức K3                      | Đại tá      | Phụ tá Truyền tin                              |                                     |
| 19  | Đào Huy Ngọc Võ khoa Thủ Đức K1                       | Đại tá      | Chỉ huy Tổng Hành dinh                         |                                     |
| 20  | Nguyễn Đức Khánh Võ bị Không quân Pháp                | Chuẩn tướng | Tư lệnh Sư đoàn 1                              |                                     |
| 21  | Nguyễn Văn Lượng Võ khoa Nam Định                     | Chuẩn tướng | Tư lệnh Sư đoàn 2                              | Tư lệnh phó: Đại tá Phan Quang Phúc |
| 22  | Huỳnh Bá Tính Võ khoa Thủ Đức K1                      | Chuẩn tướng | Tư lệnh Sư đoàn 3                              |                                     |
| 23  | Nguyễn Hữu Tần Võ khoa Nam Định                       | Chuẩn tướng | Tư lệnh Sư đoàn 4                              |                                     |
| 24  | Phan Phụng Tiên Võ khoa Nam Định                      | Chuẩn tướng | Tư lệnh Sư đoàn 5                              | Tư lệnh phó: Đại tá Đinh Thạch On   |
| 25  | Phạm Ngọc Sang Võ khoa Thủ Đức K1                     | Chuẩn tướng | Tư lệnh Sư đoàn 6                              | Tư lệnh phó: Đại tá Lưu Đức Thanh   |

## Tư lệnh qua các thời kỳ
| Stt | Họ và tên                                          | Cấp bậc khi nhậm chức | Tại chức  | Chú thích |
| --- | -------------------------------------------------- | --------------------- | --------- | --- |
| 1   | Nguyễn Khánh                                       | Trung tá              | 1955      | Phụ tá cho Tổng Tham mưu trưởng, Phụ trách Không quân. Cấp bậc sau cùng: Đại tướng. |
| 2   | Trần Văn Hổ (KQ) Võ bị Huế K1                      | Thiếu tá              | 1955-1957 | Tư lệnh đầu tiên. Sinh năm 1928 tại Chợ Lớn, tên quốc tịch Pháp là Paul. Được thăng vượt cấp từ Trung úy lên Thiếu tá, Trung tá (1955) và Đại tá (1956). |
| 3   | Nguyễn Xuân Vinh Võ khoa Nam Định Võ bị KQ Pháp K1 | Trung tá              | 1957-1962 | Sinh năm 1930 tại Yên Bái. Thăng cấp Đại tá (1961). Thất sủng sau Vụ đánh bom Dinh Độc Lập 1962. Xin giải ngũ sang Hoa Kỳ du học, về sau là Tiến sĩ Vật lý phục vụ trong ngành Khoa học Không gian của Hoa Kỳ. |
| 4   | Huỳnh Hữu Hiền Võ khoa Nam Định                    | Trung tá              | 1962-1963 | Sinh năm 1930. Thăng cấp Đại tá (1963). Năm 1964 giải ngũ chuyển sang làm phi công Hàng không Dân dụng. |
| 5   | Đỗ Khắc Mai Võ khoa Nam Định K1                    | Đại tá                | 1963      | Được thăng vượt cấp từ Thiếu tá lên Đại tá (1963). |
| 6   | Nguyễn Cao Kỳ Võ khoa Nam Định Marrakeck Bắc Phi   | Đại tá                | 1963-1967 | Tháng 12/1963, Quyền Tư lệnh Không quân đến tháng 3/1964 chính thức Tư lệnh, tháng 7/1964 kiêm Chỉ huy trưởng Không đoàn 83 Đặc nhiệm (tức Biệt đoàn 83 Thần Phong). Năm 1965 giữ chức vụ Chủ tịch Ủy ban Hành pháp Trung ương (Thủ tướng) nhưng vẫn kiêm Tư lệnh Không quân đến 1967. Cấp bậc sau cùng: Thiếu tướng.                                                                      |
| 7   | Trần Văn Minh                                      | Đại tá                | 1967-1975 | Cấp bậc sau cùng: Trung tướng. Trong QLVNCH có hai Trung tướng cùng họ và tên, nên để phân biệt mỗi ông có một biệt danh đi kèm với tên: Minh Lục quân và Minh Không quân. Tướng Minh Lục quân sinh năm 1923, năm 1965 giữ chức vụ Tổng Tư lệnh Quân lực (Tổng Tham mưu trưởng), hơn tướng Minh Không quân 9 tuổi và được thăng cấp Trung tướng (1957) trước tướng Minh Không quân 11 năm. |
| 8   | Nguyễn Hữu Tần                                     | Chuẩn tướng           | 1975      | Tư lệnh Sư đoàn 4 Không quân đồng thời là quyền Tư lệnh Không quân sau cùng (Ngày 29/4/1975) |

## Tướng lãnh xuất thân từ Không quân VNCH
| Stt | Họ tên                             | Cấp bậc     | Năm phong cấp   | Quá trình Thăng cấp                                                                 | Chú thích                                                                                                  |
| --- | ---------------------------------- | ----------- | --------------- | ----------------------------------------------------------------------------------- | --- |
| 1   | Trần Văn Minh                      | Trung tướng | 1968            | Thiếu tá (1958) Trung tá (1960) Đại tá (1965) Chuẩn tướng (1967) Thiếu tướng (1968) | Chỉ huy phó căn cứ KQ Đà Nẵng Chỉ huy trưởng Không đoàn 62 Tư lệnh phó Không quân Tư lệnh Không quân       |
| 2   | Nguyễn Cao Kỳ Võ khoa Nam Định     | Thiếu tướng | 1964            | Thiếu tá (1960) Trung tá (1962) Đại tá (1963) Chuẩn tướng (1964)                    | Chỉ huy trưởng Liên đoàn Vận tải Tư lệnh KQ                                                                |
| 3   | Nguyễn Ngọc Loan V.khoa Thủ Đức K1 | Thiếu tướng | 1968            | Thiếu tá (1959) Trung tá (1963) Đại tá (1965) Chuẩn tướng (1966)                    | Phụ tá Tham mưu trưởng KQ Tư lệnh phó/Tham mưu trưởng KQ Giám đốc Nha ANQĐ Tổng Giám đốc CSQG              |
| 4   | Võ Xuân Lành                       | Thiếu tướng | 1969            | Thiếu tá (1964) Trung tá (1965) Đại tá (1967) Chuẩn tướng (1969)                    | Chỉ huy trưởng Phi đoàn 514, Biên Hòa Chỉ huy trưởng TTHL KQ Nha Trang Tư lệnh phó Không quân              |
| 5   | Nguyễn Huy Ánh Võ bị KQ Pháp       | Thiếu tướng | 1972 Truy thăng | Thiếu tá (1963) Trung tá (1965) Đại tá (1970) Chuẩn tướng (1971)                    | Chỉ huy Phi đoàn 211 Chỉ huy trưởng Không đoàn 74 Tư lệnh Sư đoàn 4 KQ                                     |
| 6   | Lưu Kim Cương Võ bị KQ Pháp        | Chuẩn tướng | 1968 Truy thăng | Thiếu tá (1964) Trung tá (1966) Đại tá (1968)                                       | Chỉ huy trưởng Không đoàn 74 Chỉ huy trưởng Không đoàn 33 Chỉ huy trưởng Yếu khu Tân Sơn Nhất              |
| 7   | Võ Dinh                            | Chuẩn tướng | 1972            | Thiếu tá (1955) Trung tá (1959) Đại tá (1967)                                       | Chỉ huy Căn cứ KQ số 1 Nha Trang Phụ tá Thanh tra tại Bộ Tư lệnh KQ Tham mưu phó tại Bộ Tư lệnh KQ         |
| 8   | Đặng Đình Linh                     | Chuẩn tướng | nt              | Thiếu tá (1962) Trung tá (1965) Đại tá (1970)                                       | Chỉ huy phó Căn cứ Tân Sơn Nhứt Trưởng khối Không cụ tại Bộ Tư lệnh KQ Tham mưu phó Tiếp vận Không quân    |
| 9   | Nguyễn Văn Lượng                   | Chuẩn tướng | nt              | Thiếu tá (1963) Trung tá (1967) Đại tá (1970)                                       | Liên đoàn trưởng Khoá sinh Phụ tá Chỉ huy trưởng TTHL KQ Tư lệnh Sư đoàn 2 KQ                              |
| 10  | Nguyễn Ngọc Oánh                   | Chuẩn tướng | nt              | Thiếu tá (1960) Trung tá (1962) Đại tá (1969)                                       | Chỉ huy trưởng TTHL KQ                                                                                     |
| 11  | Phan Phụng Tiên                    | Chuẩn tướng | nt              | Thiếu tá (1964) Trung tá (1966) Đại tá (1968)                                       | Tùng sự tại Bộ Tư lệnh KQ Chỉ huy trưởng Phi đoàn Vận tải Chỉ huy trưởng Yếu khu Tân Sơn Nhất              |
| 12  | Huỳnh Bá Tính                      | Chuẩn tướng | nt              | Thiểu tá (1965) Trung tá (1968) Đại tá (1971)                                       | Chỉ huy trưởng Phi đoàn Quan sát số 2 Tư lệnh phó Sư đoàn 3 KQ Tư lệnh Sư đoàn 3 KQ                        |
| 13  | Lê Trung Trực Võ bị KQ Pháp        | Chuẩn tướng | nt              | Thiếu tá (1957) Trung tá (1960) Đại tá (1964)                                       | Tham mưu trưởng Bộ Tư lệnh KQ Chỉ huy trưởng Căn cứ Tân Sơn Nhất Tư lệnh phó KQ                            |
| 14  | Từ Văn Bê                          | Chuẩn tướng | 1974            | Thiếu tá (1963) Trung tá (1966) Đại tá (1968)                                       | Chỉ huy trưởng Không đoàn Kỹ thuật Chỉ huy trưởng Kỹ thuật và Tiếp vận KQ                                  |
| 15  | Nguyễn Đức Khánh                   | Chuẩn tướng | nt              | Thiếu tá (1965) Trung tá (1965) Đại tá (1970)                                       | Chỉ huy Phi đoàn Khu trục Tư lệnh Không đoàn 41 Chiến thuật Tư lệnh Sư đoàn 1 KQ                           |
| 16  | Phạm Ngọc Sang                     | Chuẩn tướng | nt              | Thiếu tá (1957) Trung tá (1959) Đại tá (1969)                                       | Phi công trưởng của Tổng thống Diệm Trưởng khối HL trường Sĩ quan KQ Trưởng phòng Nghiên cứu Bộ Quốc phòng |
| 17  | Nguyễn Hữu Tần                     | Chuẩn tướng | nt              | Thiếu tá (1965) Trung tá (1968) Đại tá (1972)                                       | Chỉ huy trưởng Bộ Chỉ huy Hành quân KQ Tham mưu phó tại Bộ Tư lệnh KQ Tư lệnh Sư đoàn 4 KQ                 |

## Trang bị

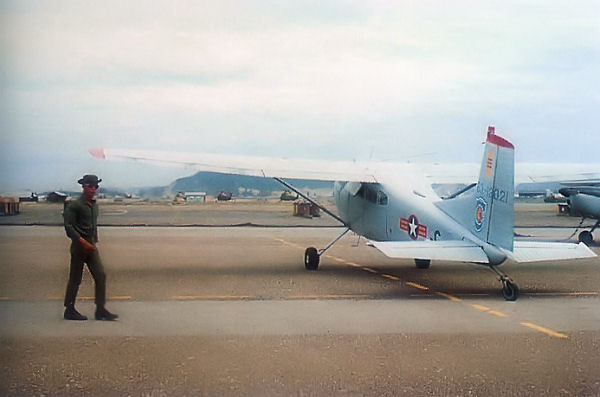
Phi cơ Cessna U-17A tại Căn cứ Không quân Nha Trang

Phi cơ Hỏa long (thuật ngữ mà Không Lực Việt Nam Cộng hòa gọi loại Phi cơ cường kích)
- Douglas A-1 Skyraider
- Cessna A-37 Dragonfly
- Douglas AC-47 Spooky
- Fairchild AC-119G Shadow

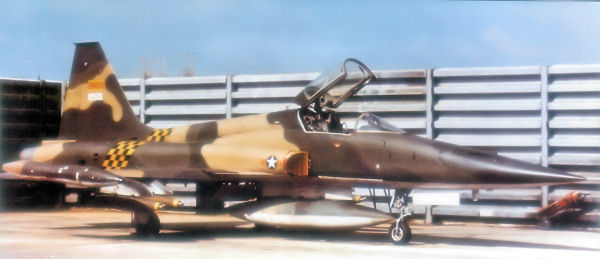
Phi cơ F-5C tại Căn cứ Không quân Biên Hòa năm 1971

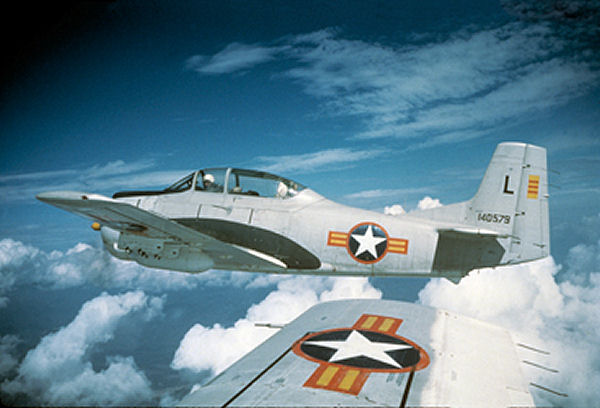
Phi cơ 4400th CCTS T-28 đang bay trên bầu trời

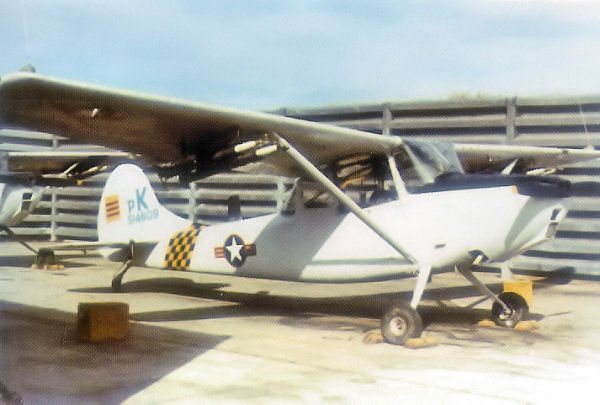
Phi cơ quan sát O-1 thuộc Phi đoàn Liên lạc 112/Không đoàn 23 tại Căn cứ Không quân Biên Hòa 1971

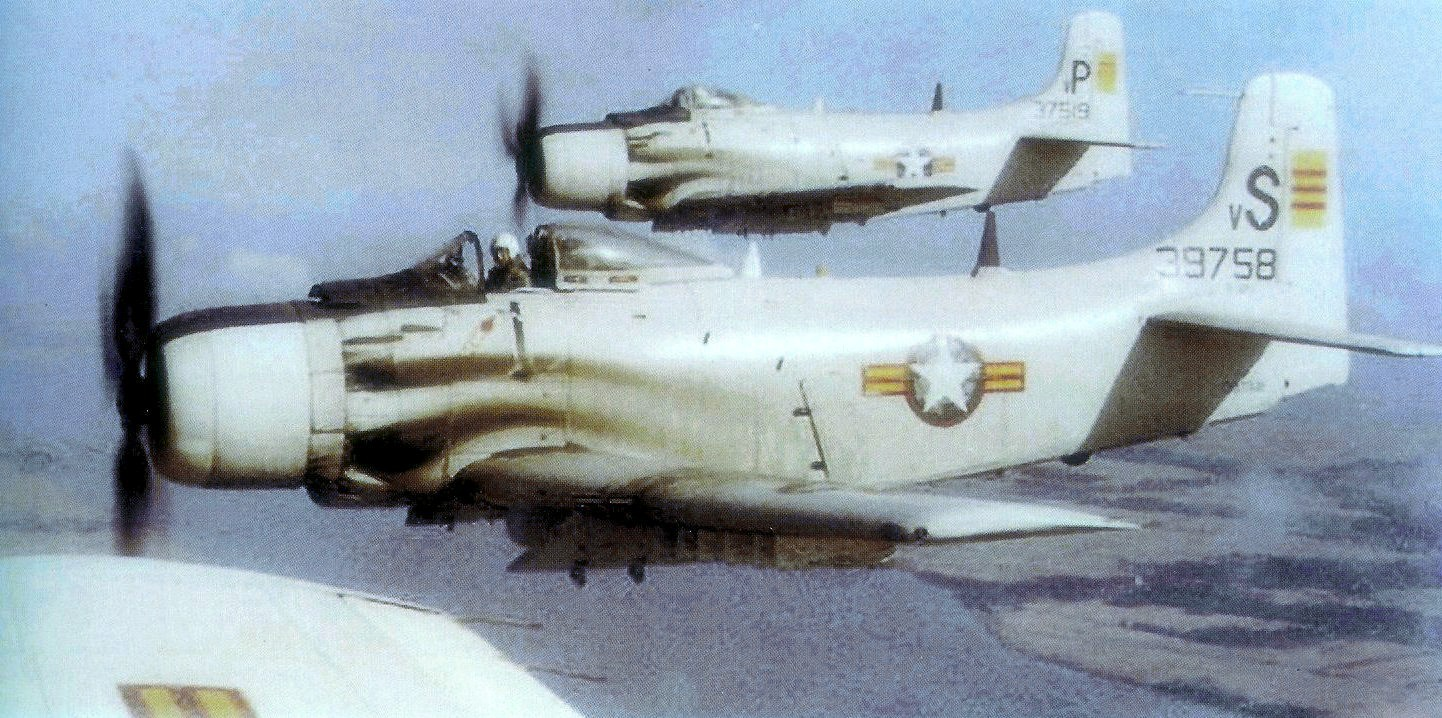
Phi cơ A-1H thuộc Phi đoàn Khu trục cơ 520 tại Căn cứ Không quân Bình Thủy, Cần Thơ

- Fairchild AC-119K Stinger
Oanh tạc cơ
- Douglas A-26 Invader - nhận được trong chương trình Farm Gate
- Martin B-57 Canberra - Không quân Hoa Kỳ cho mượn để dùng cho huấn luyện - chưa bao giờ được Không Lực Việt Nam Cộng Hòa khai triển cho tác chiến
Khu trục cơ
- Grumman F8F Bearcat
- Northrop F-5A/B/C Freedom Fighter
- Northrop F-5E Tiger II
Phi cơ quan sát và thám thính
- Douglas RC-47 Dakota
- Northrop RF-5A Freedom Fighter
- Cessna L-19/O-1A Bird Dog
- Cessna O-2A Skymaster
- Morane-Saulnier MS 500 Criquet
Trực thăng
- Aérospatiale AS-318 Alouette II
- Aérospatiale AS-319 Alouette II
- Bell UH-1 Iroquois/Huey
- Sikorsky H-19 Chickasaw
- Sikorsky H-34 Choctaw
- Boeing CH-47 Chinook
Phi cơ huấn luyện
- Pazmany PL-1
- North American T-6 Texan
- North American T-28 Trojan - nhận được trong chương trình Farm Gate
- Cessna T-37 Tweet
- Cessna T-41 Mescalero
Phi cơ đa dụng và vận tải
- L-26 Aero Commander
- de Havilland Canada C-7 Caribou
- Beechcraft C-45 Expeditor
- Douglas C-47 Dakota
- Douglas DC-6/C-118 Liftmaster
- Fairchild C-119 Flying Boxcar
- Fairchild C-123 Provider
- Lockheed C-130 Hercules
- Dassault MD 315 Flamant
- de Havilland Canada U-6 Beaver
- Cessna U-17A/B Skywagon
- Republic RC-3 Seabee
- Trực thăng vũ trang UH-1 Gunship trong một chuyến bay trinh sát năm 1971CASA C212 Aviocar

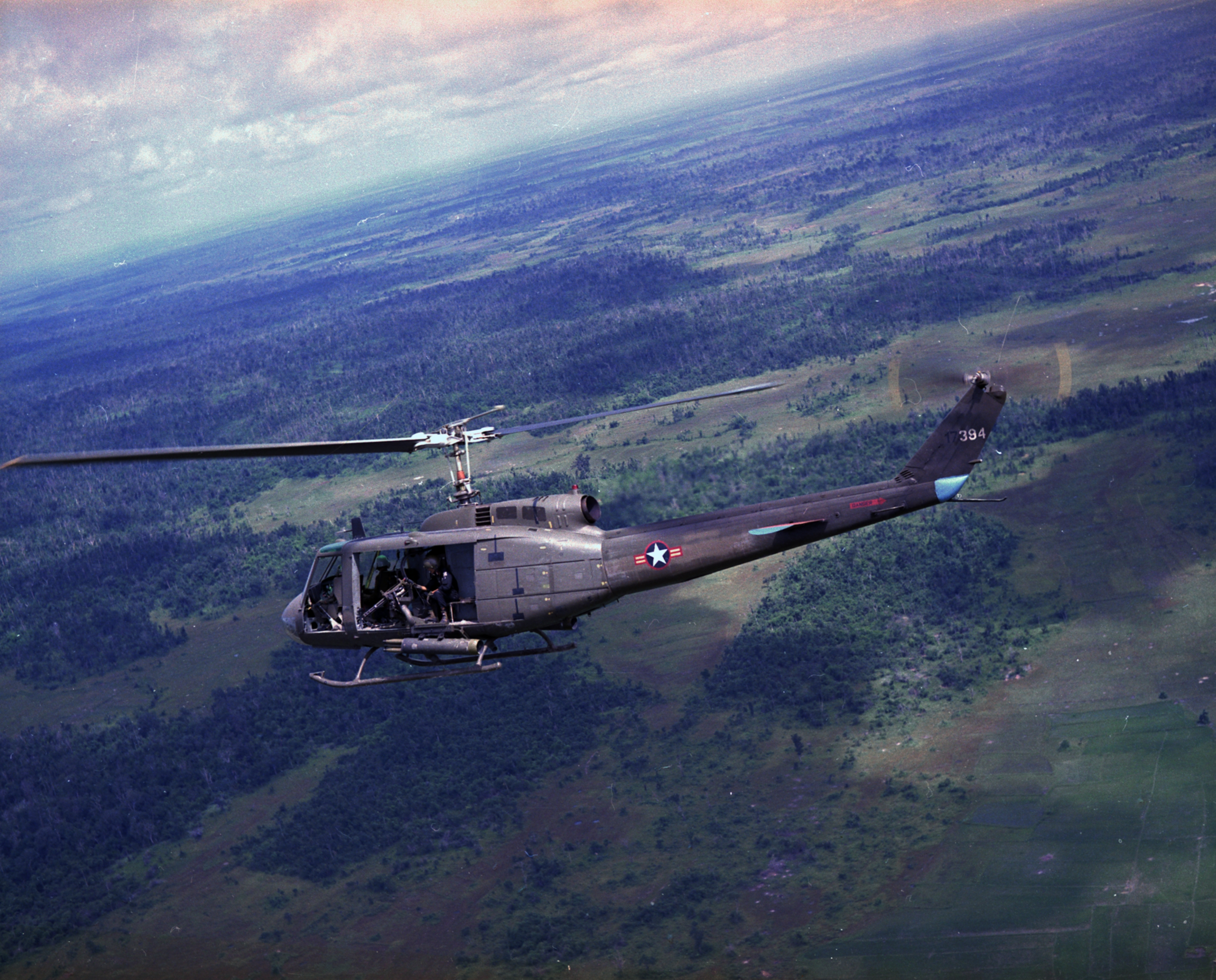
Trực thăng vũ trang UH-1 Gunship trong một chuyến bay trinh sát năm 1971

Vào thời điểm 28/1/1973, Không Lực Việt Nam Cộng hòa có 2.073 máy bay các loại: 79 A-1, 248 A-37, 66 C-119G/K, 32 C-130, 239 O-1, 35 O-2, 24 T-37, 10 U-6, 85 U-17, 19 C-123, 56 C-7, 76 C-47, 24 T-41, 70 CH-47, 859 UH-1, 151 F-5 A/B/E

### Sách tiếng Việt
- Cục Tâm Lý Chiến (1965). Chiến sĩ Cộng Hòa. Cục Tâm Lý Chiến.
- Phạm Phong Dinh (tháng 6 năm 1998), Quân lực Việt Nam Cộng hòa trong máu lửa, Tủ sách Vinh Danh.

### Sách tiếng Anh
- István Toperczer (2001). MiG-21 Units of the Vietnam War. Bloomsbury USA. ISBN 9781841762630.
- United States. Congress. Senate. Committee on Appropriations. Subcommittee on Department of Defense (1973). Dept. of the Air Force. U.S. Government Printing Office.

## Liên kết
- Các đơn vị Quân lực Việt Nam Cộng hòa Lưu trữ ngày 14 tháng 12 năm 2013 tại Wayback Machine